# Panteleimon (Dolganov)
Panteleimon (světským jménem: Anatolij Ivanovič Dolganov; * 12. září 1941, Rudňa) je ruský duchovní Ruské pravoslavné církve, arcibiskup a emeritní metropolita jaroslavský a rostovský.

## Život
Narodil se 12. září 1941 v sídle Rudňa Stalingradské oblasti.
Roku 1959 dokončil střední školu a nastoupil na loďařské učiliště ve Volgogradu. V letech 1961–1964 sloužil v řadách Sovětské armády.
Roku 1965 nastoupil na Moskevský duchovní seminář a poté na Moskevskou duchovní akademii, kterou dokončil roku 1973. Dne 26. prosince 1969 byl představeným Trojicko-sergijevské lávry archimandritou Platonem (Lobankovem) postřižen na monacha se jménem Panteleimon na počest svatého mučedníka Pantelejmona.
Dne 14. ledna 1970 byl arcibiskupem Sergijem (Golubcovem) rukopoložen na hierodiakona a 2. dubna 1972 patriarchou moskevským Pimenem na jeromonacha.
V letech 1971–1976 byl kelejníkem (správce mnišské cely) patriarchy Pimena. Mezitím byl roku 1974 povýšen na igumena.
Roku 1976 se stal členem Ruské duchovní misie v Jeruzalémě a roku 1982 byl jmenován jejím vedoucím s povýšením na archimandritu.
Dne 1. srpna 1986 byl patriarchou Pimenem jmenován představeným monastýru Danilov v Moskvě.
Dne 12. května 1987 jej Svatý synod zvolil biskupem archangelským a murmanským. Dne 17. května 1987 proběhla jeho biskupská chirotonie. Světiteli byli patriarcha moskevský Pimen, metropolita oděský a chersonský Sergij (Petrov), metropolita minský a běloruský Filaret (Vachromejev), metropolita rostovský a novočerkasský Volodymyr (Sabodan), metropolita surožský Antonij (Bloom), metropolita volokolamský a jurjevský Pitirim (Něčajev), arcibiskup zarajský Jov (Tyvonjuk), arcibiskup voroněžský a lipecký Mefodij (Němcov), biskup kirovský a slobodský Chrisanf (Čepil) a biskup alma-atinský a kazachstánský Jevsevij (Savvin).
Dne 27. prosince 1995 byl ustanoven biskupem rostovským a novočerkasským a 23. února 1996 byl povýšen na arcibiskupa.
Dne 6. října 2010 se stal rektorem Donského duchovního semináře.
Dne 27. července 2011 jej Svatý synod ustanovil arcibiskupem jaroslavským a rostovským a 11. září 2011 ho patriarcha moskevský Kirill povýšil na metropolitu.
Dne 6. října 2011 byl Svatým synodem osvobozen od funkce rektora Donského duchovního semináře a byl jmenován rektorem Jaroslavského duchovního semináře. Ve stejný den byl potvrzen ve funkci představeného Spaso-Jakovlevského monastýru v Rostově.
Dne 15. března 2012 byl jmenován hlavou nově zřízené jaroslavské metropole.
Dne 26. prosince 2019 byl Svatým synodem penzionován a jako místo pobytu mu bylo určeno město Jaroslavl.